# WiSENT 2
Der WiSENT 2 ist ein gepanzertes Kampfunterstützungsfahrzeug auf Basis des Fahrgestells des Kampfpanzers Leopard 2, der Flensburger Fahrzeugbau Gesellschaft (FFG).

## Allgemeines
Der Wisent 2 kann innerhalb von fünf Stunden umgebaut werden von einem Berge- und Pionierpanzer und umgekehrt. Der Bergepanzer hat einen Kranausleger, eine Winde mit ein maximalen Last von 32 t. Die Winde hat weiter eine Zugkraft von 400 kN. Die mitgeführte Hilfswinde kann demgegenüber nur 30 kN ziehen.
Der Pionierpanzer hat einen Baggerarm und kann mit seiner Schaufel 300 m³ pro Stunde bewegen. Das Planierschild kann 400 m³ in der Stunde bewegen. Anstatt der Schaufel können auch andere Geräte an den Baggerarm montiert werden. Das System erkennt automatisch ob ein anderes Gerät am Baggerarm montiert ist.

## Nutzer
- Dänemark – 17 Berge- und Pionierpanzer[2]
- Kanada – 18 Fahrzeuge[3]
- Norwegen – 9 Bergepanzer und 14 Pionierpanzer[4]
- Katar – 6 Pionierpanzer[5]
- Ungarn – 5 Bergepanzer[6]
- Vereinigte Arabische Emirate - 4 Pionierpanzer[7]
- Saudi-Arabien - ein Wisent 2 Panzer zur Erprobung[7]